# Бандусяк Микола Михайлович
Мико́ла Миха́йлович Бандуся́к (*16 грудня 1909 р., Ясіня Рахівського району — 9 березня 2002 р., Ужгород) — український громадський та політичний діяч Рахівщини, адвокат.

## Біографія

### Навчання
Початкову освіту здобув у сільській школі. Для продовження навчання поступив у Берегівську українську гімназію (1920 р.), яку закінчив 1928 року. Тоді ж поступив на юридичний факультет Празького університету імені Карла. У студентські роки став активним членом молодечного товариства «Пласт» та очолював «Союз підкарпатських русинських студентів». Під час канікул збирав пожертви на будівництво Народного дому товариства «Просвіта» в Ужгороді. У рідному селі допомагав організовувати й брав участь у різних заходах спортивного товариства «Січ», яке очолював його дядько Д. І. Климпуш.
Адвокатське стажування проходив у Рахові з дипломом доктора права (1932 р.), брав участь у проведенні другого з'їзду молоді у Мукачеві (1935 р.), виступив з промовою на Всепросвітянському з'їзді в Ужгороді (1937 р.), брав участь у збиранні коштів для спорудження Народного дому «Просвіта» у Рахові (1938 р.).

### Активістське життя
Ще десятилітнім школярем (1919 р.) у період Гуцульської республіки розклеював листівки на її підтримку і приєднання до Західно-Української Республіки.
Був членом Соціал-демократичної партії Чехословаччини, учасником маніфестації в Ужгороді з приводу призначення першого автономного уряду Підкарпатської Русі, очолюваного Андрієм Бродієм. Після Віденського арбітажу і передачі Ужгорода, Мукачева та Берегова Угорщині переїхав до Хуста і там продовжив адвокатську практику у власній канцелярії.
Став активістом розбудови Карпатської України, членом Українського національного об'єднання (1939 р.) — опікував біженців із захопленого угорськими військами землі, брав активну участь у підготовці й проведенні виборів до сейму Карпатської України в с. Стеблівці Хустського району, в розробці проекту Статуту Організації Народної Оборони «Карпатська Січ» (ОНОКС). Викривав помилки у її діяльності і зауваженнях та пропозиціях до президії Української Центральної Ради в Хусті під назвою «Карпатська Україна». З приводу інциденту з 13 на 14 березня 1939 року між січовиками і чехословацьким військом, про закулісся подій 1937—1938 рр. висловив свої думки в матеріалах, опублікованих у журналі «Карпатський край».
З окупацією Хуста угорськими військами виїхав у с. Ясіня до батьків, де переховувався (1939 р.), уникнувши таким чином арешту. Одержавши угорський паспорт, влітку 1939 року побував у Братиславі, де тоді перебували міністр Ю. Ревай та письменник В. Ґренджа-Донський. Але повернувся до Хуста, де продовжував працювати адвокатом.
Разом з колишніми діячами Карпатської України намагався відновити діяльність партії УНО, за підтримки угорської опозиційної партії, й визнати, що в краї живуть українці. Для цього здійснили переклад угорської мовою Статуту товариства «Просвіта» для відновлення його діяльності й видання української газети. Але лояльно налаштовані до них угорці не рекомендували їм цього робити.

### Арешти
Після викриття молодечної організації ОУН у 1942 році були заарештовані М. Бандусяк, А. Ворон, Ю. Бращайко, Ф. Ревай, М. Шандор, В. Свереняк, Є. Шерегій і відправлені в Мукачево в тюрму «Ковнер». Та за допомогою закарпатської діаспори в Словаччині і не доведення їх вини були звільнені й повернулися в Хуст.
Після визволення Закарпаття (жовтень 1944 р.) радянська контррозвідка СМЕРШ знову заарештувала М. М. Бандусяка та інших діячів Карпатської України й заслала в табір у Єнакієво Донецької області. 1946 року він повернувся додому, та на волі пробув недовго. Під час спроби перейти кордон У Чехословацьку республіку був заарештований і засуджений (1948 р.) за «зраду» батьківщини та участь у так званій антирадянській націоналістичній організації Визвольний комітет Підкарпатської Русі, яку очолював греко-католицький священник Ю. Іванчов, а його заступником був М. Бандусяк. Останнього заслали в Печерський табір Комі АРСР Московської Федерації, звідки повернувся додому 1956 року. Реабілітований 1991 року.

### Останні роки життя
Після реабілітації працював юрисконсультантом у Рахівській кооперації. Потім переїхав до Ужгорода, й уже будучи пенсіонером став одним із засновників Народного руху України в Закарпатській області (1989 р.), Товариства української мови ім. Т. Шевченка (1990), відновлення крайового товариства «Просвіта». Помер Микола Михайлович Бандусяк 9 березня 2002 року в Ужгороді.

### Вшанування пам'яті
Розпорядженням голови Закарпатської обласної адміністрації у селищі Ясіня та селі Чорна Тиса було перейменовано вулиці Борканюка його іменем.